# 4468 Погребецький
4468 Погребецький (4468 Pogrebetskij) — астероїд головного поясу, відкритий 24 вересня 1976 року.
Тіссеранів параметр щодо Юпітера — 3,533.